# فريدريك هيدجيز
فريدريك هيدجيز هو مجدف كندي، ولد في 4 أكتوبر 1903 في تورونتو في كندا، وتوفي بنفس المكان في 10 ديسمبر 1989.

## وصلات خارجية
- فريدريك هيدجيز على موقع الاتحاد الدولي للتجديف (الإنجليزية)
- فريدريك هيدجيز على موقع اللجنة الأولمبية الدولية (الإنجليزية)
- فريدريك هيدجيز على موقع أوليمبيديا (الإنجليزية)